# Katie Ledecky
Kathleen Genevieve "Katie" Ledecky (/ləˈdɛki/ sinh 17 tháng 3 năm 1997) là một kình ngư người Mỹ, VĐV đạt huy chương vàng Olympic, và đang giữ kỷ lục ở nhiều nội dung. Cô đang nắm giữ kỷ lục thế giới ở nội dung 400m, 800m, và 1,500m tự do nữ (bể tiêu chuẩn). Cô cũng là người nhanh nhất trong nội dung thi 500-, 800-, 1000-, và 1,650-yard tự do.
Trong lần đầu thi đấu ở một giải đấu tầm cỡ quốc tế tại Thế vận hội Mùa hè 2012 năm 15 tuổi, Ledecky bất ngờ giành huy chương vàng nội dung 800 m tự do với thành tích nhanh thứ 2 từ trước tới giờ. Tổng cộng, cô đã giành 15 huy chương ở các giải tầm cỡ, tất cả đều là huy chương vàng, trong đó có cả Thế vận hội Mùa hè, Giải vô địch thế giới, và Giải vô địch Thái Bình Dương. Trong cả sự nghiệp, cô đã xác lập mười kỷ lục thế giới mới.
Thành công của Ledecky đã được ghi nhận khi Tạp chí Thế giới bơi lội đã bình chọn cô là Kình ngư của năm và Kình ngư Mỹ của năm vào năm 2013 và 2014, cũng như Kình ngư của năm theo FINA năm 2013. Ledecky cũng được nêu tên trong danh sách nhà vô địch của những nhà vô địch theo L'Équipe năm 2014.
Năm 2016, Ledecky trở thành người trẻ nhất xuất hiện trong tạp chí Times 100.

## Tiểu sử
Ledecky sinh ra tại thủ đô Washington. D.C, là con của bà Mary Gen và ông David Ledecky. Ông nội của cô là người Séc, đến Mỹ năm 1947 và bà nội của cô là người Do Thái. Mẹ cô là người gốc Ai len. Ledecky là người theo đạo Công giáo.
Lên 6 tuổi, Ledecky bắt đầu tập bơi do ảnh hưởng bởi anh trai mình. Trong suốt quá trình bơi của cô ở trường cấp 3, Ledecky 2 lần lập kỷ lục Mỹ và US Open ở nội dung 500 m tự do, 2 lần lập kỷ lục quốc gia ở nội dung 200 yard tự do.

## Sự nghiệp bơi lội

### Thế vận hội mùa hè năm 2012
Tại kỳ tuyển chọn vận động viên môn bơi lội của Mỹ cho Olympic 2012 ở Omaha, Nebraska, giải đấu lớn đầu tiên của cô, Ledecky giành quyền tham dự Olympic khi về nhất ở nội dung 800-m tự do với thời gian 8:19.78, hơn người về nhì là Kate Ziegler hai giây. Tại Omaha, Ledecky cũng về đích thứ ba ở nội dung 400-m tự do (4:05.00) và thứ chín ở nội dung 200-m tự do (1:58.66). Thành tích về thứ ba ở nội dung 400-m tự do là thành tích tốt nhất mà một vận động viên 15 tới 16 tuổi người Mỹ đạt được, phá kỷ lục trẻ trước đó nắm giữ bởi Janet Evans. Ở độ tuổi 15 tuổi, 4 tháng và 10 ngày, cô là vận động viên Mỹ trẻ nhất tại thế vận hội mùa hè 2012.
Tại Thế vận hội mùa hè 2012 tổ chức tại Luân Đôn, Ledecky vượt qua các vòng loại để được góp mặt tại chung kết 800 m tự do khi về thứ ba trong nhánh đấu với thành tích 8:23.84.

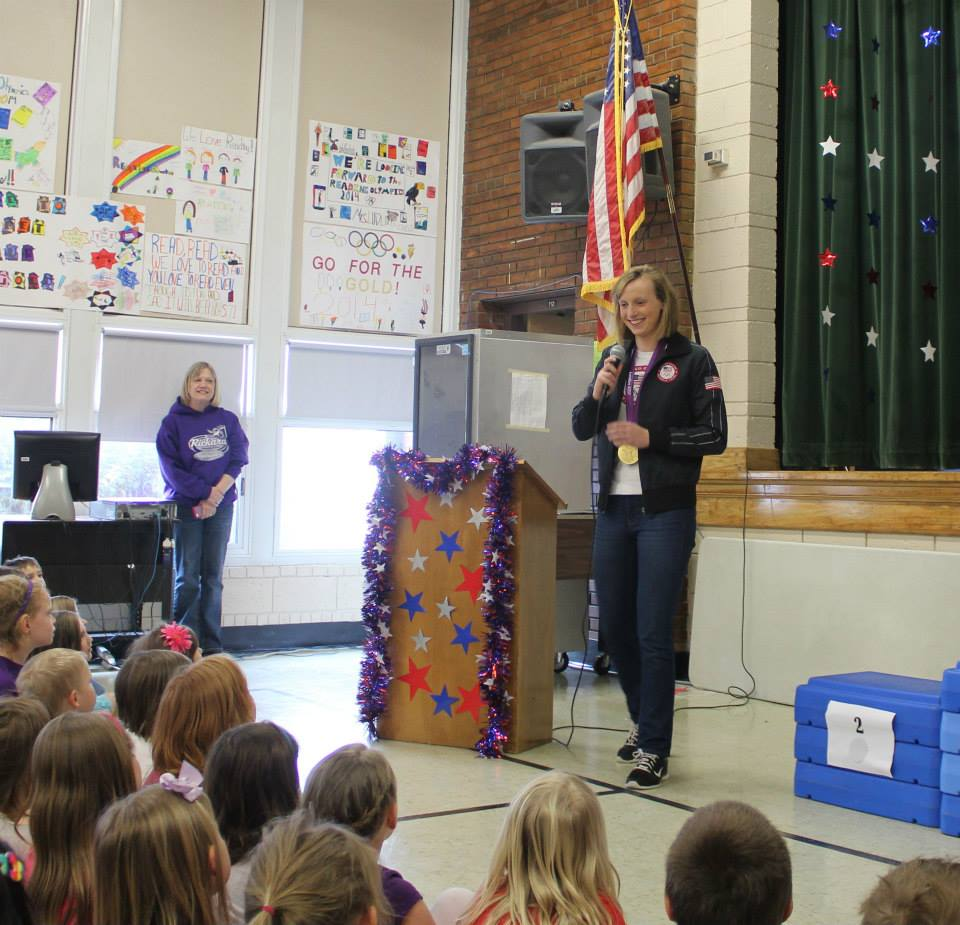
Ledecky đang chia sẻ kinh nghiệm với học sinh tại trường tiểu học Rickard ở Williston, bang North Dakota.

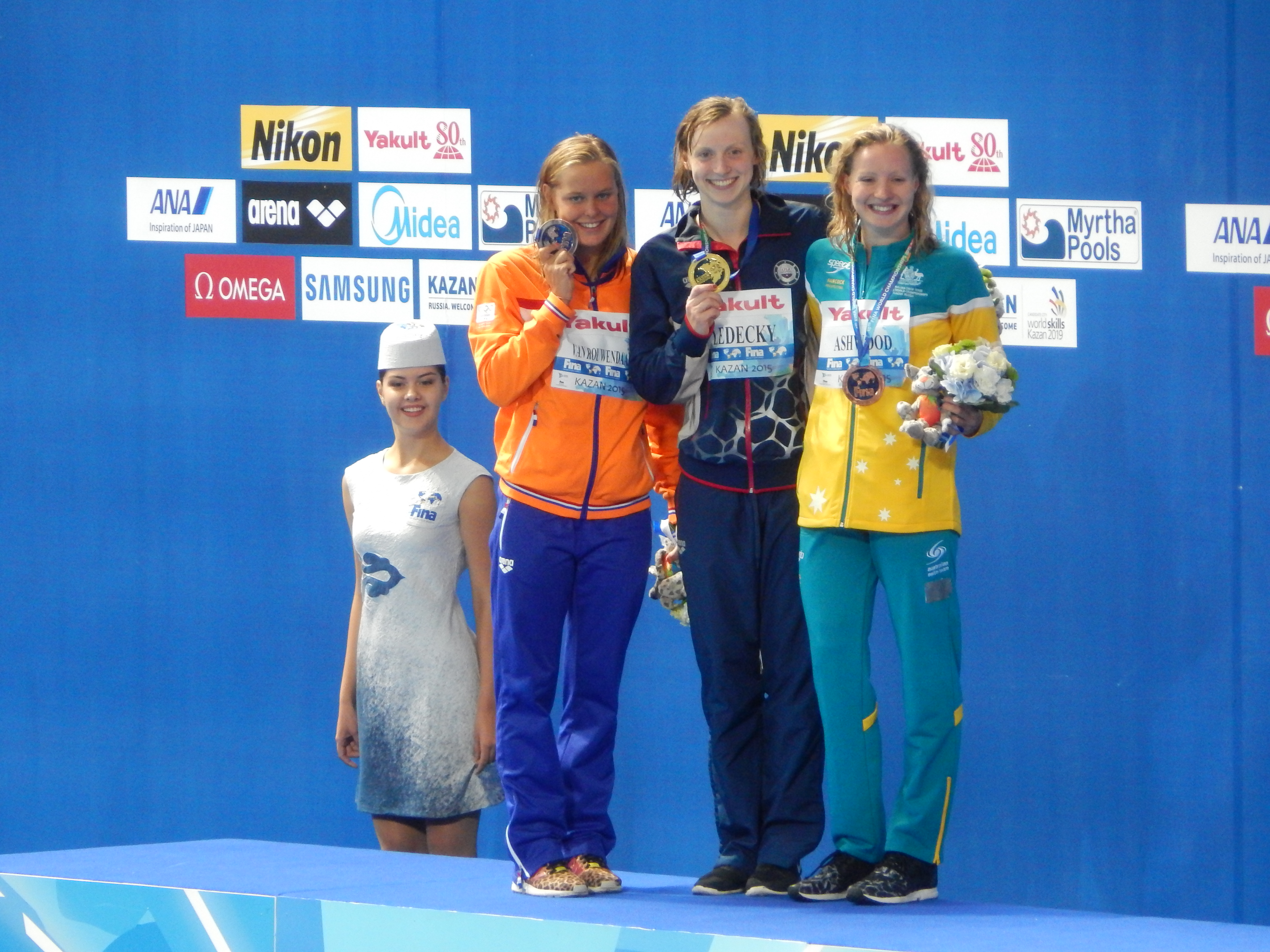
Ledecky chiến thắng nội dung 400 m tự do tại giải vô địch thế giới ở Kazan 2015

Tại chung kết, Ledecky làm cả nhà thi đấu bất ngờ khi về nhất với thành tích 8:14.63, lúc đó là thành tích tốt thứ hai thế giới chỉ sau kỷ lục thế giới của Rebecca Adlington 8:14.10 lập vào năm 2008. Thêm vào đó, cô phá vỡ kỷ lục Mỹ của Janet Evans là 8:16.22 có từ năm 1989. Khi thi chung kết, Ledecky đã lập nên kỷ lục dẫn trước tại nội dung 200-m, cô đã bơi nhanh hơn người đứng sau gần như toàn bộ chiều dài cơ thể. Khi hoàn thành 400-m đầu tiên thành tích của cô là 4:04.34, kỷ lục cá nhân mới của Ledecky, và xếp sẽ thứ năm nếu cô thi đấu tại nội dung 400-m tự do. Tại mốc 750-m, Ledecky nhanh 3.42 giây so với Mireia Belmonte García, và 0.31 giây chậm hơn kỷ lục thế giới. Ledecky chiến thắng khi nhanh hơn người về nhì 4.13 giây và chậm hơn kỷ lục thế giới 53 phần trãm giây. Huy chương vàng này là thành tích quốc tế đầu tiên của cô, mang lại cho cô giải thưởng Màn trình diễn của năm 2012 và màn trình diễn đột phá của năm tại giải Golden Goggle Awards

### Thế vận hội mùa hè năm 2016
Ledecky khởi đầu Olympic Rio 2016 với tấm huy chương bạc ở nội dung 4×100 tự do tiếp sức nữ. Cô đạt thành tích 52.79 trong phần bơi của mình.
Ở nội dung 400 m tự do cá nhân, Ledecky giành huy chương vàng với thời gian bơi 3:56:46 lập kỷ lục thế giới mới.
Ledecky giành huy chương vàng thứ 2 ở nội dung 200 m tự do với thành tích 1:53.73.
Huy chương vàng thứ ba của Ledecky là ở nội dung 4×200 tự do tiếp sức nữ. Cô bơi 200m cuối cùng với thời gian là 1:53:74.
Ở nội dung 800 m tự do cá nhân, Ledecky giành huy chương vàng thứ 4 đồng thời xác lập kỷ lục thế giới mới ở nội dung này là 8:04:79. Ledecky là vận động viên bơi đầu tiên chiến thắng ở 3 nội dung 200, 400 và 800 m tự do trong cùng 1 kỳ Olympic kể từ thành tích Debbie Meyer đạt được tại Thế Vận Hội 1968 ở Mexico.